# Alwalkeria
Alwalkeria is de naam die gegeven is aan een chimaera, een verzameling resten van verschillende soorten uit het Laat-Trias, van India.

## Vondst en naamgeving
In 1974 werden door Sankar Chatterjee in de Maleriformatie fossielen gevonden, bij het dorp Nennal in het district Adilabad in de Godavari-vallei van Andhra Pradesh, India, in rode moddersteen die werd afgezet tijdens het Carnien van het Trias, ongeveer 235 tot 228 miljoen jaar geleden. Ze maken deel uit van de collectie van het Indian Statistical Institute in Calcutta. 
In 1987 benoemde Sankar Chatterjee op grond hiervan de soort Walkeria maleriensis. De geslachtsnaam eert de Britse paleontoloog Alick Walker. De soortaanduiding maleriensis is een verwijzing naar de Maleriformatie, in het zuiden van India. De oorspronkelijke geslachtsnaam bleek echter bezet door een lid van de Bryozoa en werd in 1994 door Chatterjee en Ben Creisler vervangen door de naam Alwalkeria, verwijzend naar 'Al Walker'.

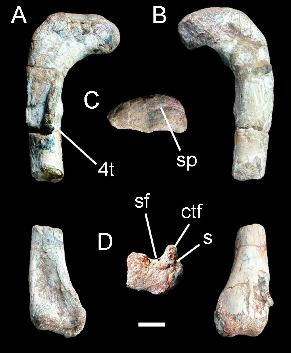
Het dijbeen lijkt van een dinosauriër te zijn

Het holotype ISI R306 is zoals oorspronkelijk aangegeven een onvolledig skelet bestaande uit delen van de voorste uiteinden van de boven- en onderkaken, achtentwintig onvolledige wervels van alle delen van de wervelkolom, het grootste deel van een gebroken linkerdijbeen en een sprongbeen (enkelbot). Afgezien van de kaken werden deze elementen niet in verband gevonden.
In 2005 concludeerden Rauhut en Remes dat Alwalkeria een chimaera was van minstens vijf soorten, waarbij de voorste schedel afkomstig was van een of ander lid van de Crurotarsi, wellicht een ornithosuchide, en de wervels toegewezen kunnen worden aan meerdere soorten: de halswervel is van een of ander lid van de Prolacertiformes en de ruggenwervels zijn zo ongelijksoortig dat ze ze ook meerdere taxa vertegenwoordigen. Het dijbeen en het sprongbeen zijn echter duidelijk dinosaurisch, waarbij het laatste saurischische kenmerken bezit, namelijk een ovale uitholling achter de opgaande tak en een klein beenplateau vóór die tak. Ze wezen echter geen lectotype aan, noch heeft iemand anders dat gedaan. Dat betekent dat Alwalkeria een nomen vanum is, met een niet te bepalen inhoud. Chatterjee is berucht om het creatief combineren van slecht materiaal, wat ook de chimaerae Protoavis en Technosaurus opleverde die ook meerdere taxa vertegenwoordigen.

## Beschrijving
De wervels, zo'n twee centimeter lang, duiden op een lengte van op zijn best vijftig centimeter. Het dijbeen, met een geschatte oorspronkelijke lengte van 122 millimeter, past daar al niet bij want het wijst op een veel groter individu waarvan Gregory S. Paul in 2010 het gewicht op twee kilogram schatte en de lengte op honderdvijftig centimeter. In 2024 schatte hij het gewicht op vier kilogram.

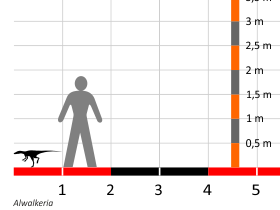
De wervels wijzen op een zeer klein dier

De gedeeltelijke schedel is ongeveer vier centimeter lang. De lange symfyse van de onderkaken doet denken aan de toestand bij sommige Crurotarsi. De afstand en vorm van de tanden lijkt op die van Eoraptor die echter wel kartelingen bezitten. Net als bij Eoraptor scheidt een opening de tanden van de premaxillaire en de maxillaire botten van de bovenkaak. Verder zijn de overeenkomsten echter gering. De kaken zijn basaal archosaurisch van vorm.
Verschillende kenmerken zouden Alwalkeria uniek maken onder basale dinosauriërs, zoals het ontbreken van gekartelde tanden, de mandibulaire symphysis die proportioneel breder is dan bij bijna elke bekende dinosauriër, en het zeer grote raakvlak tussen het kuitbeen en de enkel. De wervels hebben diepe uithollingen aan de bases van de wervelbogen. Dit zijn aanwijzingen dat het helemaal niet om dinosaurisch materiaal gaat. Het dijbeen heeft echter een naar binnen gedraaide kop zoals bij dinosauriërs. Afwijkend van basale Saurischia is dan wel de extreme verbreding van de kop (of insnoering van de nek) en de sterk uitstekende vierde trochanter.

## Fylogenie

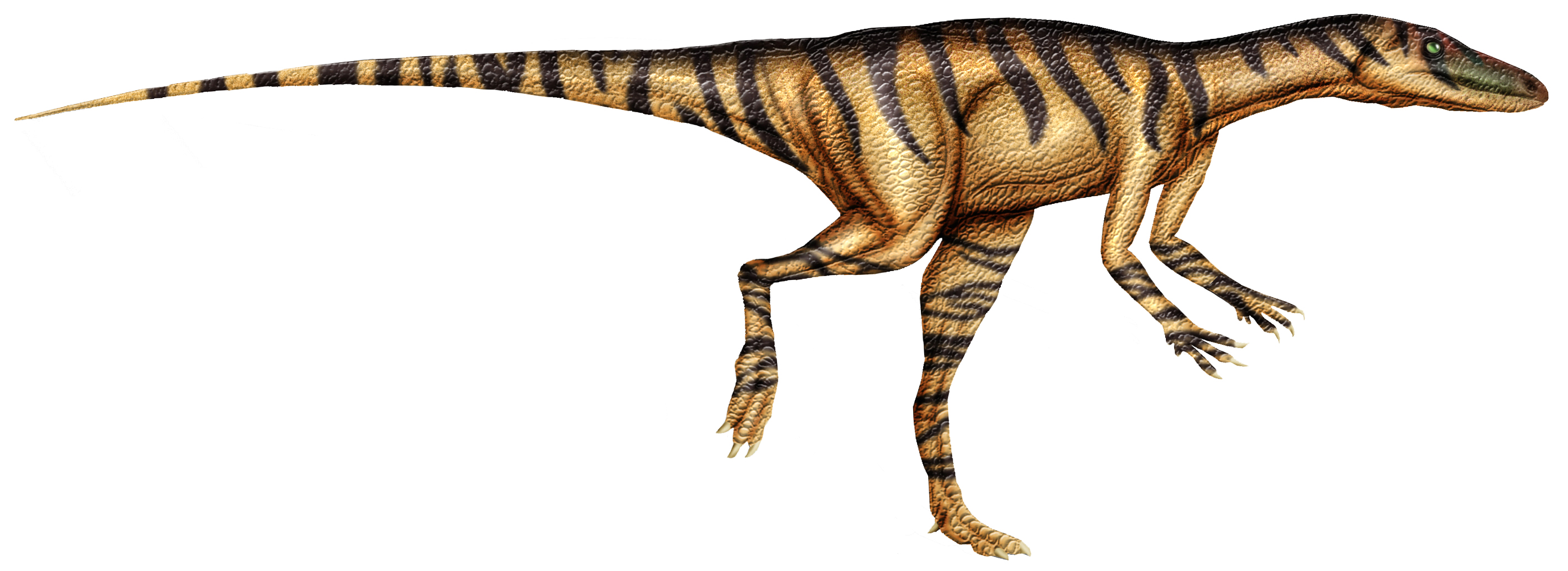
De achterpoten zouden te lang zijn voor het lichaam als geheel

Chatterjee 1987 beschreef Alwalkeria oorspronkelijk als een basale theropode die hij in de Podekosauridae plaatste. Het zou dan de oudste bekende Indiase dinosauriër zijn geweest. Loyal et al. waren het in 1996 eens met deze indeling. Paul zag in 1988 Alwalkeria als een schakel tussen herrerasauriden en het geslacht Protoavis, en wees het daarom toe aan de Herrerasauridae op basis van ongespecificeerde kenmerken van het dijbeen. Langer (2004) en Martínez en Alcober (2009) merkten echter op dat de achterpoot van het materiaal te basaal was om een theropode te zijn en beschouwden het als afkomstig van een basale saurischiër. De huidige wetenschappelijke consensus is dat de poot inderdaad een basale positie inneemt binnen Saurischia.
Alwalkeria is, als chimaera, niet opgenomen geweest in enige cladistische analyse.

### Fauna en leefgebied
De Maleri-formatie is geïnterpreteerd als de vindplaats van een oud meer of een oude rivier. Materiaal van de prosauropoden Jaklapallisaurus en Nambalia is gevonden in de Maleri-formatie, evenals tussenliggende prosauropode resten, en de achterpoot van Alwalkeria vertegenwoordigt de enige carnivore dinosauriërsoort die uit deze vindplaats benoemd is.